# هولمن
هولمن (انگلیسی: Holmen) شرکت جنگلداری سوئدی است، که در سال ۱۸۷۵ تأسیس شد.